# Tmesisternus paniae
Tmesisternus paniae là một loài bọ cánh cứng trong họ Cerambycidae.